# Lycosa approximata
Lycosa approximata är en spindelart som först beskrevs av O. Pickard-Cambridge 1885.  Lycosa approximata ingår i släktet Lycosa och familjen vargspindlar. Inga underarter finns listade i Catalogue of Life.